# ポル音島
乶音島（ポルムとう）は、大韓民国仁川広域市江華郡西島面乶音島里にある島である。西島面では最も大きな島である。面積は 6.57 km2で、海岸線の長さは 16.0 kmである。江華島から西に 7 km、黄海道の延白郡と 5.5 km離れた西海最北端に位置する。北の海岸線は休戦ラインの南方限界線である。
1896年の行政区域改編で喬桐郡に属してから、1915年、京畿道江華郡の附属島嶼として編入された。1962年には乶音出張所が設置され、1995年に仁川広域市に編入された。

## 概要
朝鮮王朝仁祖の時、明に行った林慶業が風浪に見舞われてこの島に滞留する中で丸い月を見たことから、満月島（만월도; マンウォルド）と言ったと伝わる。そののち、丸い月である15日月（보름달; ポルムタル）の発音のまま、ポルム島（볼음도; ポルムド）と改称して、発音に従って漢字化が行われた。今も林慶業の祭祀を執り行う祠がある。
北の烽火山（봉화산; ポンフヮサン：83 m）と西北の腰玉山（요옥산; ヨオクサン：103 m）などが高い山地を形成しており、その間はおおむね低く平坦な地域で、そこに集落が形成された。海岸は大部分傾斜が緩やかながら、腰玉山付近の海岸は急傾斜をなす。過去には海岸線がとても複雑だったが、干拓事業を通じて単純に変わり、農耕地が大きく増加した。
南の沙浜海岸は、ヨンットゥル海水浴場とチョゲコル海水浴場として利用されている。また、ヨンットゥルの海浜は自然学習場として活用され、チョゲコル海水浴場では貝の採集（潮干狩り）ができる。1月の平均気温は -3.0°C、8月の平均気温は 24.2°C、年降水量は 1,448 mmである。
2009年現在、人口は 280 名（男 143 名、女 137 名）が居住しており、世帯数は 157 世帯である。1999年12月末時点では、124 世帯、284 名の住民が暮らしていた。集落は大部分、島の中央、烽火山と腰玉山の間にある低く平坦な地域に位置し、アンマル（안말）・センマル（샛말）と東部のタンアレ（당아래(堂아래)）村など幾つかの自然村を中心に密集している。住民たちは大部分農業や漁業に従事する。
土地利用現況は、田 1.52 km2、畑 0.64 km2、林野 3.74 km2である。主要農産物は米・大麦・大豆・ジャガイモ・ニンニク・唐辛子などである。海産物は、微々たるものながら、白蛤とエビ・マナガツオ・ガザミなどの生産量が多い。白蛤の養殖も広く行われている。
大韓民国指定天然記念物第304号に指定されたイチョウが有名で、北西の海岸付近にある。交通は江華郡外浦里から定期旅客船が運行されている。教育機関としては、西島初・中・高等学校の初等学校と中学校の分教場がそれぞれ1校ずつある。
乶音島の属する仁川広域市、特に江華郡周辺は、遠浅の海が大きく広がって干潟が多く、特に西島面、乶音島周辺は鳥たちの楽園となっており、カラシラサギ・クロツラヘラサギなど20余種の鳥たちがエサを求めて多数集まってくる。

## 漁港
- 乶音港（朝鮮語版）

## 天然記念物
- 江華乶音島のイチョウ（朝鮮語版） - 天然記念物第304号